# Cupressoideae
Cupressoideae — підродина голонасінних рослин родини кипарисових (Cupressaceae). Представників цеї підродини можна зустріти майже виключно в північній півкулі, лише ареал африканського яловцю поширюється в південну півкулю.

## Морфологічна характеристика
Види з підродини Cupressoideae ростуть як вічнозелені кущі чи дерева. Молодше листя здебільшого голчасте, тоді як старе листя більшості видів схоже на луску та прикріплене до гілок. Вони розташовані супротивно або рідко в кільцях по три (у деяких видів ялівцю).
Майже всі представники однодомні, виняток становить лише ялівець (Juniperus), який також має дводомні види. Шишки дуже різноманітні і утворюють дуже різну кількість насіння: від однієї насінини в шишці у туї сибірської та деяких видів ялівцю до кількох десятків у кипарисовика. Більшість шишок Cupressoideae дерев'яніє при дозріванні. М'ясисті ягодоподібні шишки утворюються лише у видів ялівцю.
Містить такі роди:
1. Callitropsis — 1 вид, Північна Америка
2. Calocedrus — 4 види, Північна Америка й Азія
3. Chamaecyparis — 5 видів, Північна Америка й Східна Азія
4. Cupressus — 15 видів, північ Африки й південь Азії
5. Fokienia — 1 вид, Південно-Східна Азія
6. Juniperus — 69 видів, Північна Америка, Африка, Європа, Азія
7. Hesperocyparis — 17 видів, Північна Америка
8. Microbiota — 1 вид, схід Азії
9. Platycladus — 1 вид, схід Азії
10. Tetraclinis — 1 вид, північ Африки й південь Європи
11. Thuja — 5 видів, Північна Америка й Азія
12. Thujopsis — 1 вид, Японія
13. Xanthocyparis — 1 вид, схід Азії
14. † Fokieniopsis